# 長沼八幡宮 (真岡市)
長沼八幡宮（ながぬまはちまんぐう）は、栃木県真岡市の神社。

## 歴史
795年（延暦14年）に創建された。坂上田村麻呂は蝦夷征討から帰還の途上、当地で誉田別尊を祀ったのが当社の起源である。その後も、1063年（康平6年）に源頼義が石清水八幡宮から分霊を勧請したり、1082年（永保2年）には源義家により社殿が造営された。
元暦年間（1184年 - 1185年）、小山政光の次男宗政は下野国芳賀郡長沼（現・栃木県真岡市）に所領があたえられた。これを機に「長沼氏」を称し、当社を再興した。以降、長沼氏の氏神として栄えたが、長沼氏の衰退とともに、当社も衰微した。
1604年（慶長9年）、関東地方の領主であった徳川氏より社領10石が与えられ、ようやく安定することができた。

## 文化財
- 銅鳥居（栃木県指定有形文化財 昭和45年9月1日指定）[3]

## 交通アクセス
- ひぐち駅より徒歩58分。